# Facção Central
Facção Central foi um grupo brasileiro de rap formado em 1989 na cidade de São Paulo. Conhecido pelo estilo agressivo e pelas letras que abordam temas como violência social, tráfico de drogas, e crítica ao sistema, o grupo tornou-se um dos nomes mais emblemáticos da vertente gangsta rap no país. Sua formação mais reconhecida contou com os rappers Dum-Dum e Eduardo Taddeo, além do DJ Erick 12.. Eduardo, como líder e principal letrista do grupo, desempenhou um papel crucial na construção da identidade do grupo e de seus comentários sociais. Após sua saída do grupo em 2013, o Facção Central seguiu por um período sob a liderança de Dum-Dum, até sua morte em maio de 2023. No ano anterior após a morte de Dum-Dum seu irmão conhecido pelo alcunha Nino FC continuou com o legado do grupo.

## História
O Facção Central foi formado em 31 de maio de 1989, na zona central de São Paulo. Inicialmente, o grupo era composto pelos membros Jurandir, Cesinha, Serginho, Wilson e Mc Nego (conhecido atualmente como Mag). Com a debandada dos outros membros, Mag convidou Dum-Dum e DJ Garga (que compunham o grupo Fator Extra) para participarem do Facção Central. Alguns meses depois, Dum-Dum chamou F7 (hoje Eduardo Taddeo) para participar do Facção. Com essa formação, foi lançada a primeira música oficial do grupo, denominada "A Cor", na coletânea Movimento Rap Vol. II, em 1993.
Em 1994 Mag deixou o grupo e a formação mais estável surgiu, com Dum-Dum e Eduardo Taddeo como cantores fixos e Garga como DJ. Eduardo também assumiu o papel de compositor das letras. Essa formação lançou o primeiro álbum do grupo, Juventude de Atitude, em 1995, produzido por Fabio Macari. O álbum marcou características-chave que definiriam a atuação do grupo: instrumentais sampleados de gêneros musicais afro-americanos, como R&B, soul e funk (que tiveram forte influência sobre o rap), letras agressivas, uma representação das realidades periféricas de São Paulo e o compromisso em conscientizar as comunidades marginalizadas. Dentre as faixas de destaque estava "Roube Quem Tem", que se tornou um símbolo da mensagem do grupo.
DJ Garga deixou o Facção Central em 1997, sendo substituído por Erick 12, que também contribuiu com a produção musical para o segundo álbum de estúdio do Facção Central, Estamos de Luto, lançado em 1998. Esta obra apresentou um ritmo mais lento em comparação com os trabalhos anteriores, tendo músicas mais longas e o tom geral de luto e desesperança. O disco, bastante influenciado por Sobrevivendo no Inferno, do Racionais Mc's, também marcou o início da ascensão do Facção Central na cena do rap brasileiro, com faixas como "Brincando de Marionetes" e "Detenção sem Muro" ganhando popularidade. Esses raps, juntamente com o álbum como um todo, destacaram a reflexão mais profunda do grupo sobre as injustiças sociais, enquanto continuavam suas críticas à opressão sistêmica que afeta as comunidades marginalizadas do Brasil.
Em 1999, o grupo lançou Versos Sangrentos, que contou com a controversa faixa "Isso aqui é uma guerra". O videoclipe dessa música foi censurado pelo Ministério Público de São Paulo por supostamente promover o crime, gerando uma reação nacional. Redes de TV, incluindo a MTV Brasil, retiraram o vídeo do ar. No entanto, o grupo argumentou que a mensagem do vídeo era de condenação ao crime, evidenciado pelo fato de os criminosos serem punidos no final do clipe. Apesar da polêmica, a música e o álbum solidificaram ainda mais a reputação do Facção Central de confrontar a violência policial e as questões sistêmicas, com letras mais agressivas e críticas ao judiciário, às forças policiais, ao estado e às elites brasileiras. Faixas como "Versos Sangrentos (A Minha Voz Está no Ar)", "12 de Outubro" e "Anjo da Guarda x Lúcifer" se tornaram hinos do rap brasileiro, com sua representação ácida da periferia paulistana marcando a trajetória do grupo nos anos seguintes.
Dois anos depois, o grupo lançou o álbum duplo A Marcha Fúnebre Prossegue, uma resposta direta à censura que o Facção Central havia enfrentado devido à faixa "Isso Aqui é Uma Guerra". O álbum incluiu músicas que criticavam as tentativas do estado de silenciar o grupo e sua mensagem. Faixas como "A Marcha Fúnebre Prossegue", "Sei Que os Porcos Querem Meu Caixão", "Discurso ou Revólver" e "Desculpa Mãe" continuaram a abordagem crítica do grupo sobre a violência sistêmica, ao mesmo tempo em que expandiam sua narrativa além de São Paulo. O álbum passou a fazer comparações entre as realidades periféricas de São Paulo e as de outras partes do Brasil, além de introduzir referências históricas e políticas para explicar por que “a marcha fúnebre prossegue” nas regiões empobrecidas. Em 2002, Erick 12 deixou o grupo por motivos particulares e também relacionados às letras de Eduardo Taddeo e foi substituído pelo DJ Marquinhos.
Em 2003, o Facção Central firmou uma parceria com a Face da Morte Produções e lançou Direto do Campo de Extermínio, que apresentou uma nova narrativa, mesclando diferentes temporalidades e realidades tanto dentro quanto fora do Brasil. O título do álbum evocava os horrores dos campos de concentração nazistas, associando a exclusão social enfrentada pelas comunidades marginalizadas do Brasil às atrocidades de Auschwitz. Uma das faixas principais, "São Paulo Auschwitz", enfatizou essa comparação dramática. O álbum incluiu músicas de destaque como "O Menino do Morro", "Hoje Deus Anda de Blindado", "Eu Não Pedi Pra Nascer", "O Homem Estragou Tudo" e "Estrada da Dor 666", refletindo o profundo desespero e a crítica às estruturas sociais. Também fez parte do álbum a faixa "Dias Melhores Não Virão", um reconhecimento sombrio da difícil realidade enfrentada pela periferia. A canção "O Menino do Morro" recebeu o prêmio de "Melhor Música do Ano" no Hútuz, o principal prêmio do hip-hop brasileiro na época, bem como o álbum.
Em 2006, o grupo lançou O Espetáculo do Circo dos Horrores, com um foco ainda maior em questões raciais e na história da resistência negra. Esta obra marcou uma mudança significativa, pois o grupo passou a incorporar referências a figuras e movimentos históricos negros, abordando o racismo e a marginalização enfrentados pelas pessoas de ascendência africana ao longo da história. Faixas como "Castelo Triste", "Apartheid no Dilúvio de Sangue", "Abismo das Almas Perdidas", "Front de Madeirite" e "Tecla Pause" exploraram temas de injustiça racial e exclusão. O álbum, que foi o último a contar com a participação de Eduardo Taddeo, também chamou a atenção para o legado dos quilombos no Brasil, alinhando a luta desses movimentos com as batalhas mais amplas pela igualdade. Esse trabalho foi crucial para destacar a crescente consciência social do grupo. A faixa "Mais Tarde" venceu o prêmio de "Melhor Música do Ano" no Hútuz, e o grupo também conquistou o prêmio de "Melhor Álbum do Ano" no mesmo evento.
Em 2013, Eduardo deixou o grupo devido a divergências internas, e Moysés o substituiu como o segundo rapper principal. Durante a permanência de Moysés, o Facção Central colaborou com o Racionais MCs em duas músicas e se apresentou com Dum-Dum para celebrar o 25º aniversário deste grupo de rap. No entanto, Moysés deixou o grupo em 2014 após desentendimentos artísticos com Dum-Dum. A partir de então, Dum-Dum passou a ser o principal membro responsável pelas atividades do grupo.
Em 2015, o Facção Central lançou o álbum A Voz do Periférico, que contou com colaborações dos rappers Smoke, Badu, DJ Pulga, Crônica Mendes, WGI (Consciência Humana), Anália Patrícia (irmã de Eduardo Taddeo e esposa de Dum-Dum) e Branco P9. Este trabalho marcou uma mudança substancial na direção musical do grupo, particularmente com o aumento das influências gospel, representando uma ruptura com as críticas anteriores ao cristianismo, vistas em faixas como "Espada no Dragão", de O Espetáculo do Circo dos Horrores, que criticavam a evangelização forçada e a concentração de poder entre líderes religiosos.
Dum-Dum explicou em uma entrevista no YouTube, em 2009, que um novo projeto do grupo, Na Cena, em parceria com Moysés, Cabeção, Lauren e DJ Celo, teria uma abordagem menos violenta e mais positiva, com menos uso de palavrões, destacando que a vida na periferia, embora difícil, não era tão desesperadora quanto muitos imaginavam. O disco "A Versão Por Trás da Mídia" foi lançado em 2010 seguindo os ideais de Dum-Dum. Enquanto o Facção Central mudava de postura, Eduardo Taddeo, agora com carreira solo, continuava a manter o discurso radical e afiado que havia definido o rap do grupo nos anos anteriores.
Em 2020, foi lançado Inimigo Nº1 do Estado, produzido pelo DJ Pantera. Em abril de 2023, Dum-Dum sofreu um AVC e faleceu algumas semanas depois, marcando o fim de uma era para o Facção Central.

## Formações
- Mag - 1989 a 1994
- Dum Dum - 1990 a 2023
- DJ Garga - 1990 a 1997
- Eduardo Taddeo - 1991 a 2013
- Erick 12 - 1997 a 2002
- Fex Bandollero - 1998 a 2001
- Xandão Cruz - 1998 a 2001
- Moysés - 1999 a 2014
- DJ Marquinhos - 2002 a 2013
- J. Ariais - 2002 a 2013
- Smith E - 2002 a 2013
- DJ Binho - 2007 a 2011
- Smoke - 2015 a 2019
- Badu - 2015 a 2019
- DJ Pantera - 2015 a 2022
- Nino FC - 2020 - atualmente

## Discografia

### Álbuns de estúdio
- 1995 – Juventude de Atitude
- 1998 – Estamos de Luto
- 1999 – Versos Sangrentos
- 2001 – A Marcha Fúnebre Prossegue
- 2003 – Direto do Campo de Extermínio
- 2006 – O Espetáculo do Circo dos Horrores
- 2015 - A Voz do Periférico
- 2020 - Inimigo Nº1 do Estado

### Álbuns ao vivo
- 2005 - Facção Central - Ao Vivo
- 2018 - Facção Central no Estúdio Showlivre - Ao Vivo

### Coletâneas
- 1993 - Movimento Rap Vol. 2 (Vários Artistas)
- 1999 - Família Facção (Vários Artistas)

## Prêmios
| Ano  | Prêmio       | Categoria                                  | Ref    |
| ---- | ------------ | ------------------------------------------ | ------ |
| 2003 | Prêmio Hutúz | Música do Ano                              |        |
| 2003 | Prêmio Hutúz | Álbum do Ano                               |        |
| 2006 | Prêmio Hutúz | Grupo ou Artista Solo                      | [ 17 ] |
| 2009 | Prêmio Hutúz | Melhores grupos ou artistas solo da década |        |